# Trezzo Tinella
Trezzo Tinella é uma comuna italiana da região do Piemonte, província de Cuneo, com cerca de 356 habitantes. Estende-se por uma área de 10 km², tendo uma densidade populacional de 36 hab/km². Faz fronteira com Alba, Borgomale, Castino, Mango, Neviglie, Treiso.

## Demografia
| Variação demográfica do município entre 1861 e 2011                               |
|                                                                                   |
| Fonte: Istituto Nazionale di Statistica (ISTAT) - Elaboração gráfica da Wikipedia |